# ديثيزون
ديثيزون مركب عضوي صيغته C13H12N4S ويتميو بقدرته على تشكيل معقدات استخلابية وذلك بتشكيل ربييطات ثنائية السن مع عدة فلزات مثل الرصاص أو الزئبق.

## التحضير
حضر هيرمان إميل فيشر المركب لأول مرة سنة 1878؛ وقام ابنه هلموت من بعده باستخدامه كاشفاً كيميائياً.
يمكن أن يحضر المركب من تفاعل فينيل الهيدرازين مع ثنائي كبريتيد الكربون؛ ثم بالمفاعلة مع هيدروكسيد البوتاسيوم.

## الخواص

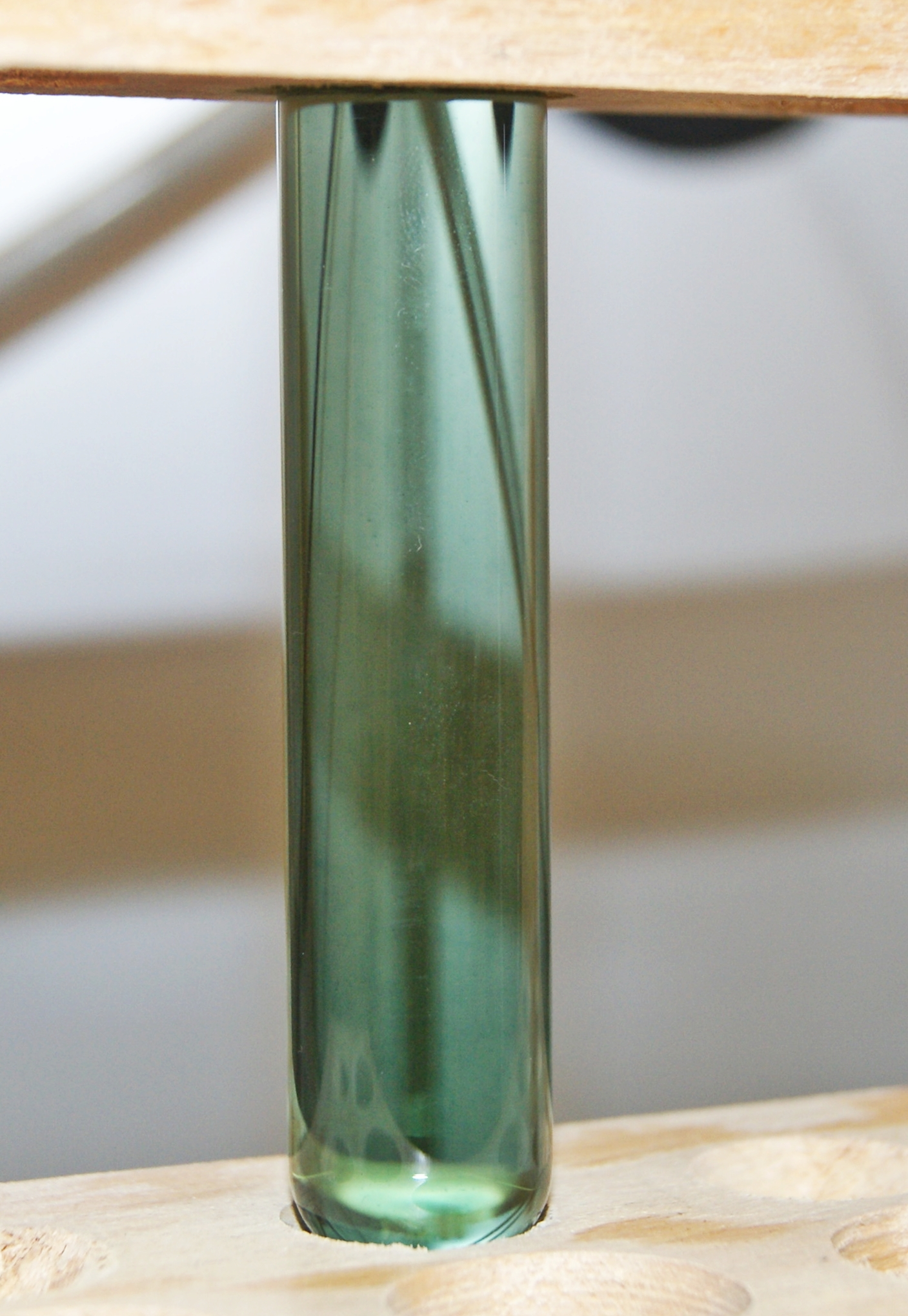
ديثيزون في إيثانول 96%.

يوجد المركب في الشروط القياسية على شكل بلورات صلبة غير منحلة في الماء، لكنها تنحل في الكلوروفورم ورباعي كلورو الكربون؛ كما ينحل في الإيثانول معطياً محلولاً أخضر اللون.
يشكل ديثيزون العديد من المعقدات التناسقية الملونة مع عدد من الفلزات كما يظهر الجدول:
| أيون الفلز X       | اللون  | الصيغة                         |
| ------------------ | ------ | ------------------------------ |
| Fe، Mn، Cu، Co، Ni | بنفسجي | صيغة عامة لمعقد فلز مع ديثيزون |
| Bi، Sn، Cd، Zn، Pb | أحمر   | صيغة عامة لمعقد فلز مع ديثيزون |
| Ag، Hg             | أصفر   | صيغة عامة لمعقد فلز مع ديثيزون |

## الاستخدامات
يستخدم ديثيزون كاشفاً كيميائياً في الكيمياء التحليلية.